# 馬籠宿
座標: 北緯35度31分36秒 東経137度34分03秒 / 北緯35.52667度 東経137.56750度

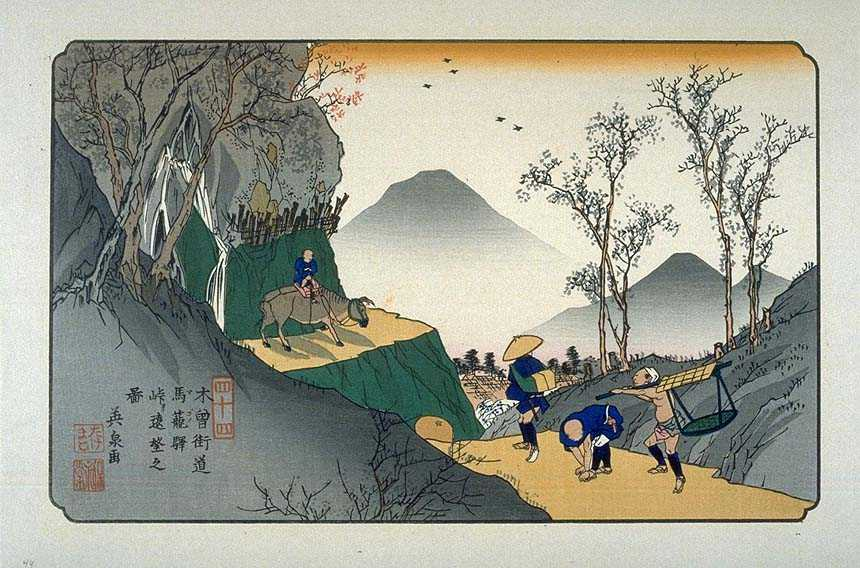
渓斎英泉「木曽海道六十九次・馬籠」

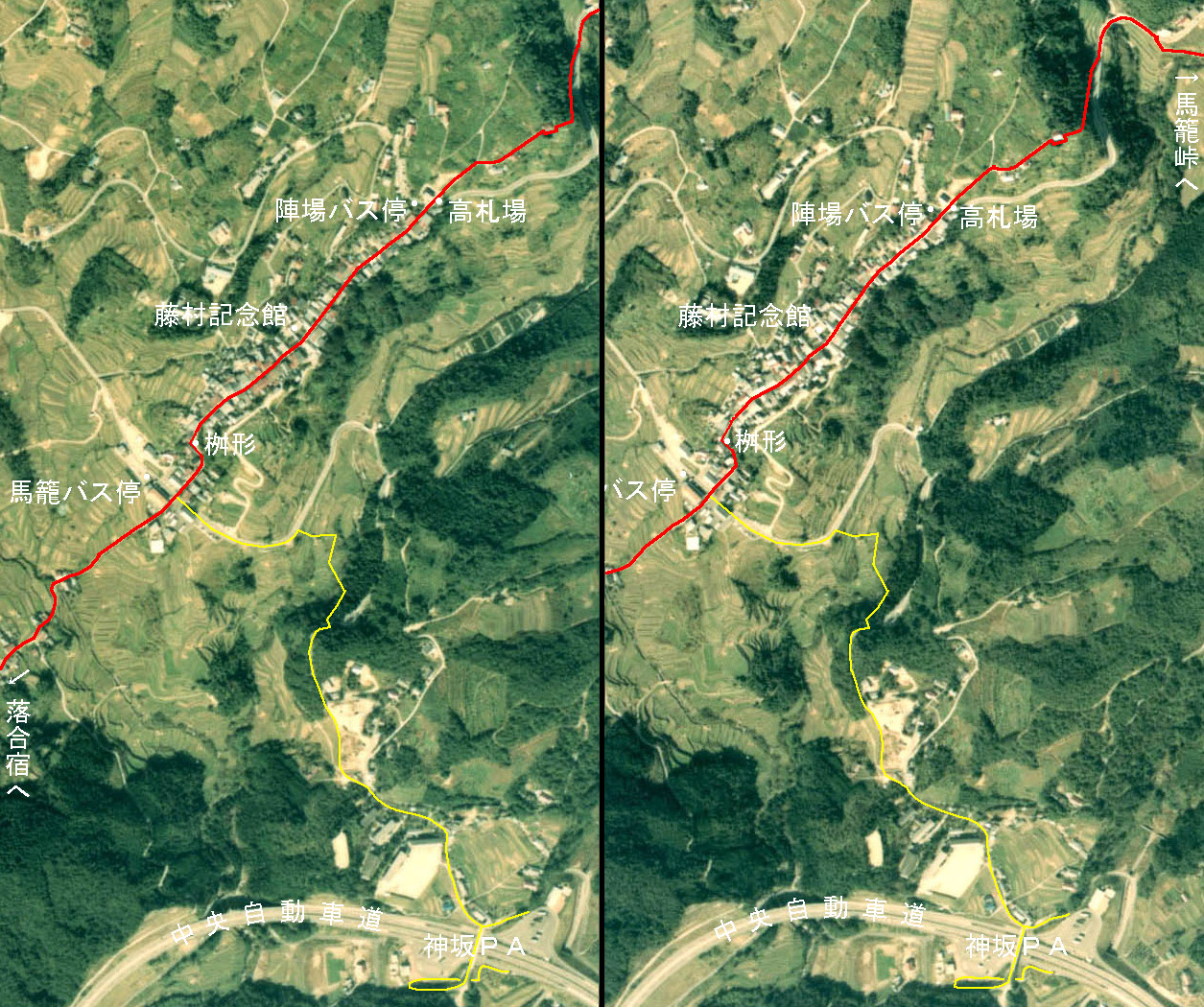
馬籠宿付近の立体視画像（平行法）。赤線が中山道。右上北東が馬籠峠方向。狭い尾根を縦走する中山道両側に石垣を積み上げ、南西端の勾配の大きい地形を桝形に利用している。黄線が馬篭バスストップよりのアクセス道路。航空写真撮影時にはなかった谷底の堰堤上を、現在徒歩でアクセスできるように整備されている。航空写真は1977年撮影

馬籠宿（まごめじゅく）は、中山道43番目の宿場（→中山道六十九次）で、木曽11宿の一番南の宿場町である。
かつては長野県木曽郡山口村に属したが、2005年（平成17年）2月の山口村の越県合併により岐阜県中津川市に編入された。1895年（明治28年）と1915年（大正4年）の火災により、古い町並みは石畳と枡形以外はすべて消失したが、その後復元され現在の姿となった。
石畳の敷かれた坂に沿う宿場かつ近代を代表する作家の一人である島崎藤村の故郷として知られ、馬籠峠を越えた長野県側の妻籠宿（木曽郡南木曽町）とともに人気があり、多くの観光客が訪れる。石畳の両側にお土産物屋がならび、商いをしていない一般の家でも当時の屋号を表札のほかにかけるなど、史蹟の保全と現在の生活とを共存させている。ほぼ中間地点に、旧本陣であった藤村記念館（島崎藤村生家跡）がある。

## 歴史
天保14年（1843年）の『中山道宿村大概帳』によれば、馬籠宿の宿内家数は69軒、うち本陣1軒、脇本陣1軒、旅籠18軒で宿内人口は717人であった。
馬籠は（1215年）当時には「美濃州遠山庄馬籠村」といい、源義仲（木曽義仲）の異母妹・菊姫が源頼朝から領地として賜り、兄の義仲を弔うため法明寺という尼寺で暮らしていたと伝わりその跡地が存在する。長享元年（1487年）頃になると木曽馬籠や恵那郡馬籠といったりするようになるが、妻籠までが信州木曽谷で、馬籠は美濃に属した。

## 沿革
- 1871年（明治4年）
  - 7月14日 - 廃藩置県により、名古屋藩に属していた信濃国筑摩郡馬籠村は名古屋県に属する。
  - 11月20日 - 名古屋県の信濃国分が筑摩県となったため同県に属する。
- 1872年（明治5年）10月10日 - 筑摩県第八大区五小区馬籠村となる。
- 1874年（明治7年）9月7日 - 馬籠村および湯舟沢村が合併して神坂村となる。
- 1876年（明治9年）8月21日 - 筑摩県の信濃国分が長野県に編入されたため同県に属する。
- 1879年（明治12年）1月4日 - 郡区町村編成法施行により筑摩郡が分割され、西筑摩郡所属となる。
- 1889年（明治22年）4月1日 - 町村制の施行により、神坂村が単独村制。
- 1958年（昭和33年）10月14日 - 自治庁（現総務省）の裁定により、神坂村のうち馬籠・峠・荒町の三集落（旧馬籠村域）が山口村に編入される。旧馬籠村域は大字神坂となる。
- 1968年（昭和43年）5月1日 - 西筑摩郡が木曽郡に改称したため木曽郡山口村神坂となる。
- 2005年（平成17年）2月13日 - 山口村が岐阜県中津川市に編入され、旧山口村の大字神坂は馬籠に名称変更[2]。岐阜県中津川市馬籠となる。

## 交通
信濃路自然歩道に位置しておりハイキングコースが整備されている（馬籠峠まで2.0kmで徒歩で約60分）。
- JR東海中央本線 中津川駅から北恵那バス馬籠線「馬籠」バス停下車。
- JR東海中央本線 坂下駅から北恵那バス藤沢線「馬籠」バス停下車。
この路線は本数が少なく、土休日は運休している。
- JR東海中央本線 南木曽駅から南木曽町新交通システム（おんたけ交通に委託）馬籠線「陣場」（高札場付近）または「馬籠」バス停下車。陣場バス停は宿場の一番上に位置し、宿場へは下りで訪れることになる。馬籠バス停からは逆に上りとなる。
南木曽駅から中山道沿いに走るバス。妻籠宿を経由し、馬籠峠を越える。
- 中央自動車道神坂パーキングエリア内馬籠バスストップの以下の高速バス路線については同項を参照。
  - 中央道高速バス（中央高速バス）
  - JRバス中央ライナー号

馬籠バスストップ利用者に限らず、神坂パーキングエリア利用者も徒歩（または途中にある北恵那バス馬籠線「神坂小中学校前」からバス）で訪問することが可能である。
- 2019年10月1日から11月30日まで実証実験として、名鉄バスセンター（名古屋駅） - 馬籠・妻籠間の直行高速バスを名鉄バス・東濃鉄道バス共同で運行している [4] 。
- 観光バスで訪れる場合は、陣場バス停付近の降車場で降り、宿場を上から下にくだり、馬籠バス停近隣にある馬籠館の駐車場まで歩く。

## 史跡

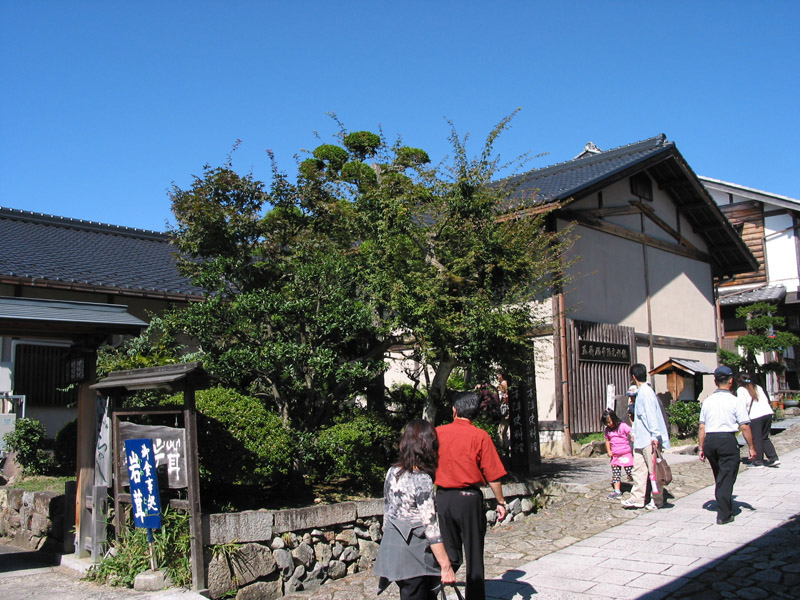
脇本陣史料館

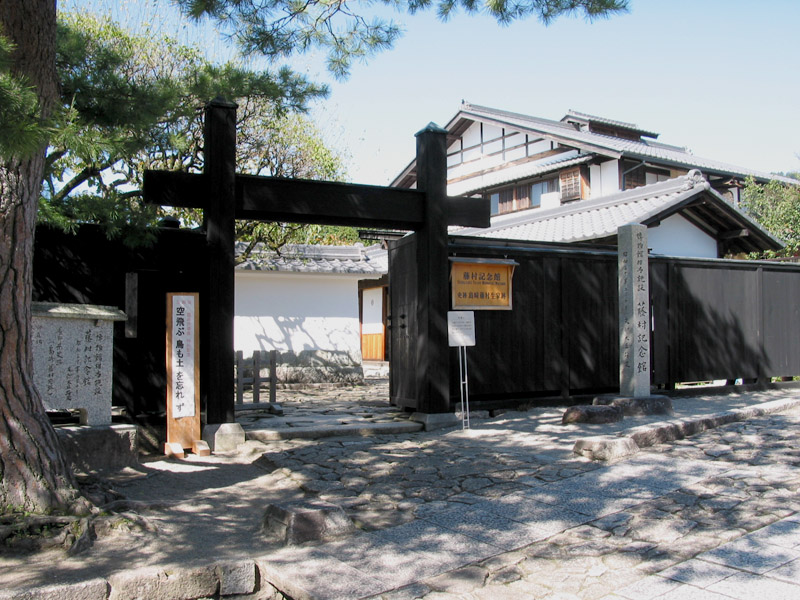
藤村記念館

- 高札場
- 馬籠脇本陣史料館
- 藤村記念館（島崎藤村生家跡）
島崎藤村のゆかりの品を展示する。
- 清水屋資料館
- 永昌寺
- 枡形

落合宿までの史跡
- 「是より北 木曽路」の碑
- 馬籠城
- 中山道　落合の石畳

## ゆかりの人々
- 島崎藤村 - 馬籠宿の生まれ。代表作のひとつ「夜明け前」は、馬籠宿を舞台にした歴史小説。

## 隣の宿
中山道
妻籠宿 - 馬籠宿 - 落合宿

## ギャラリー

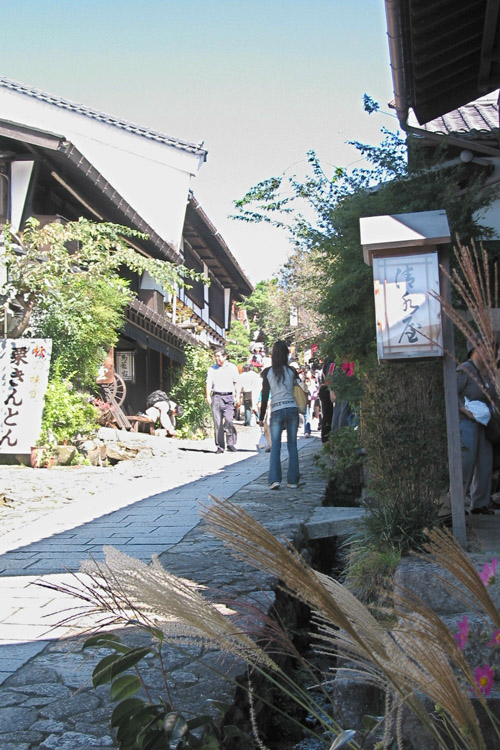
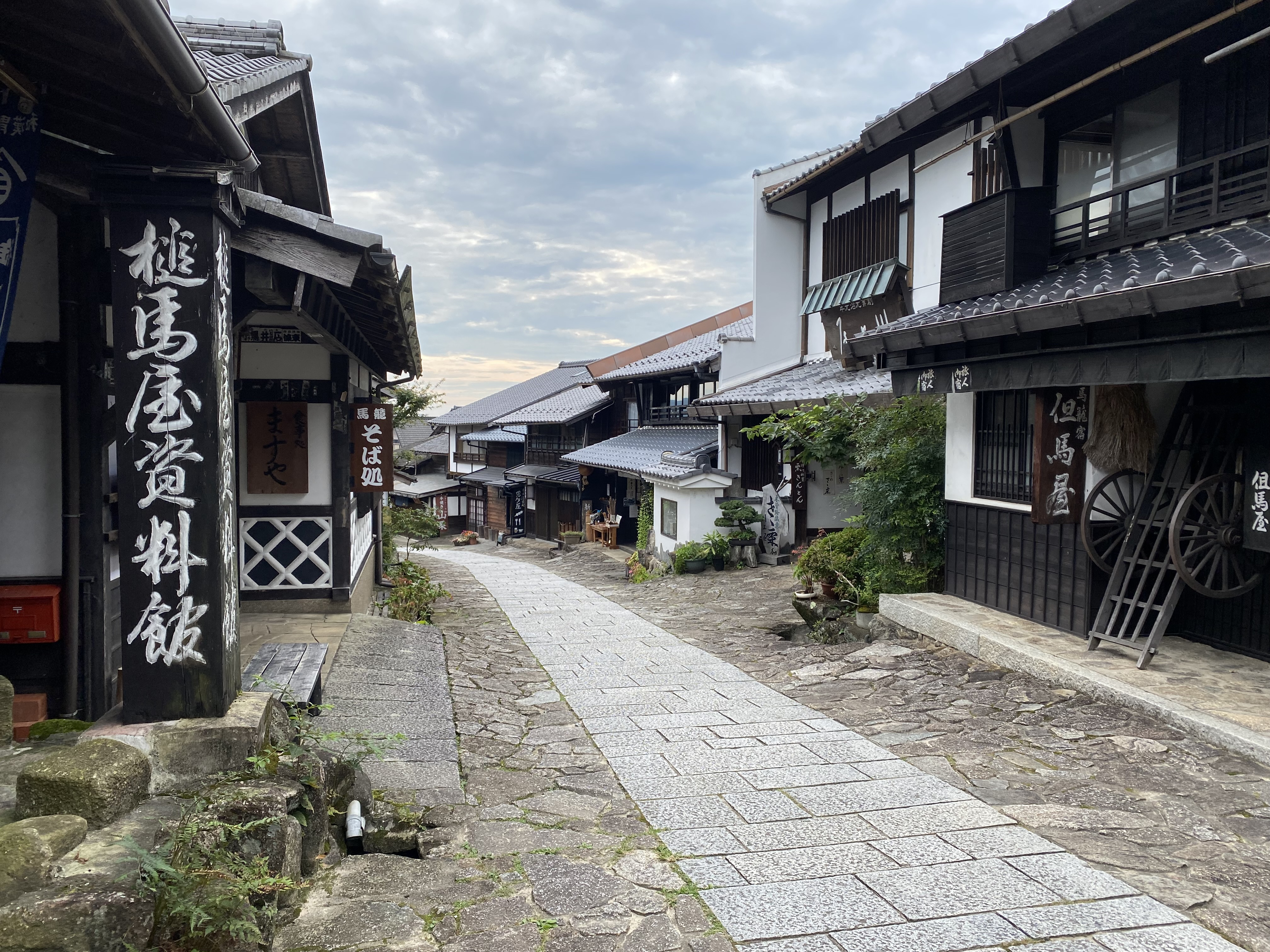
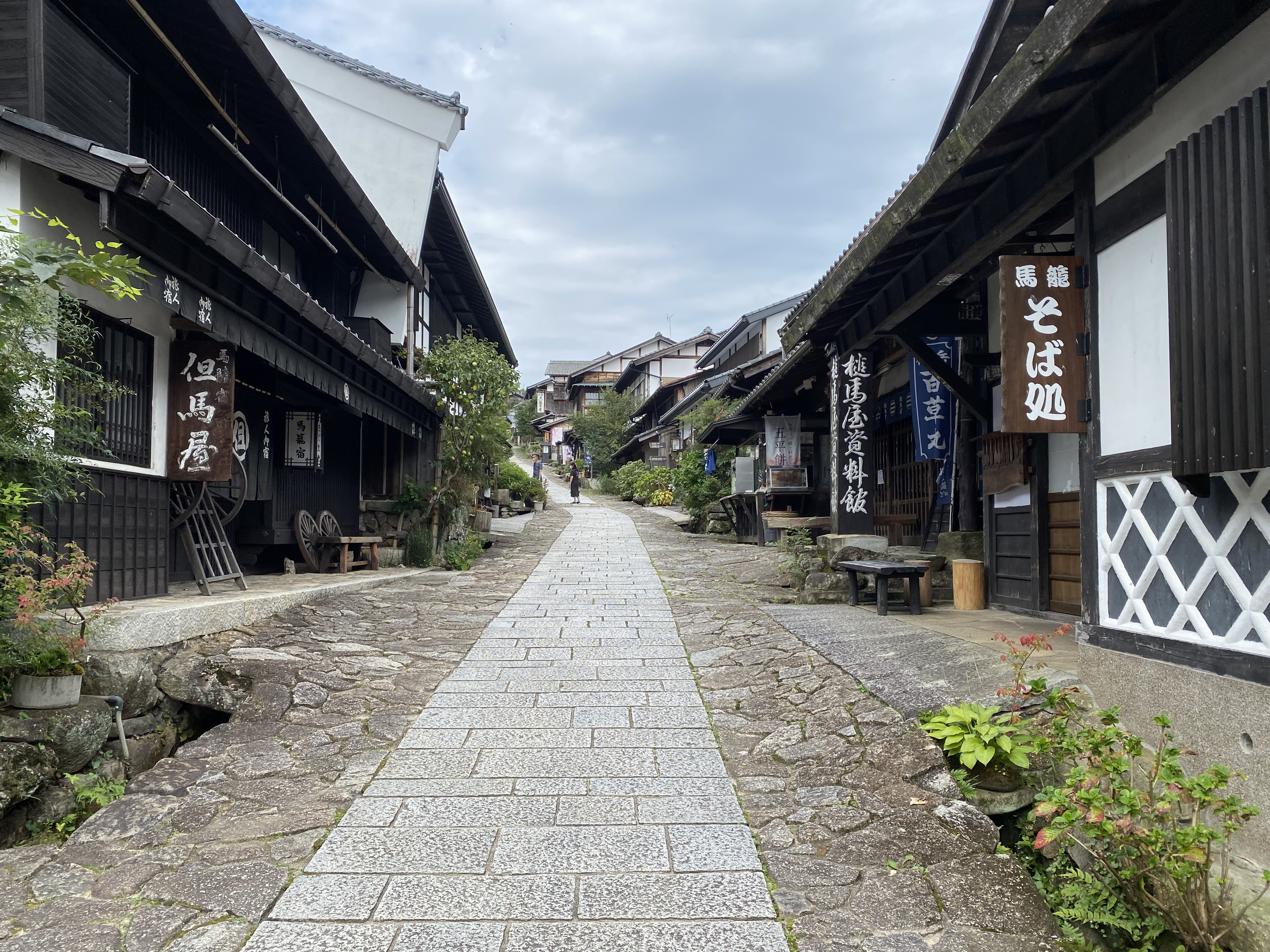
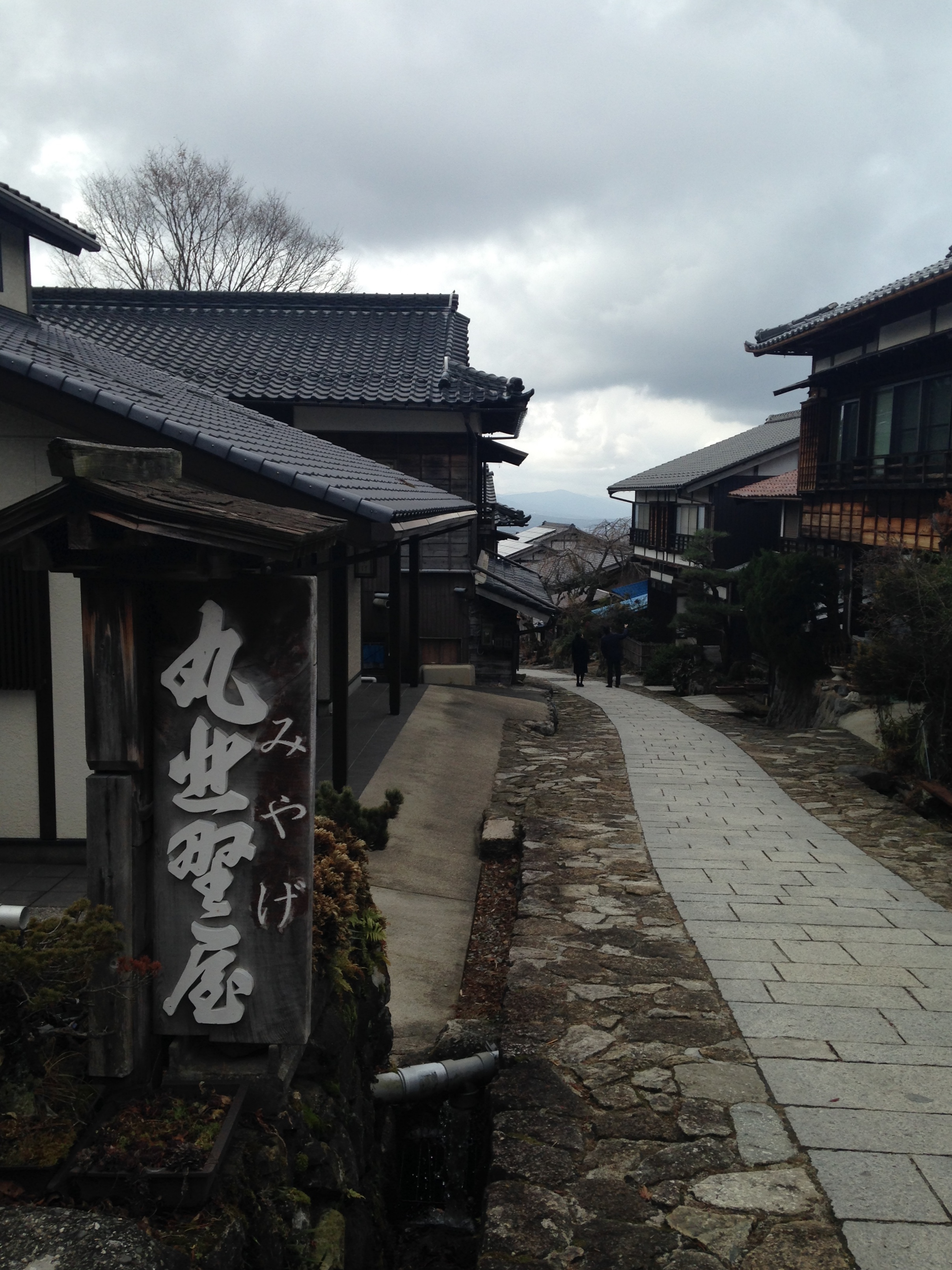
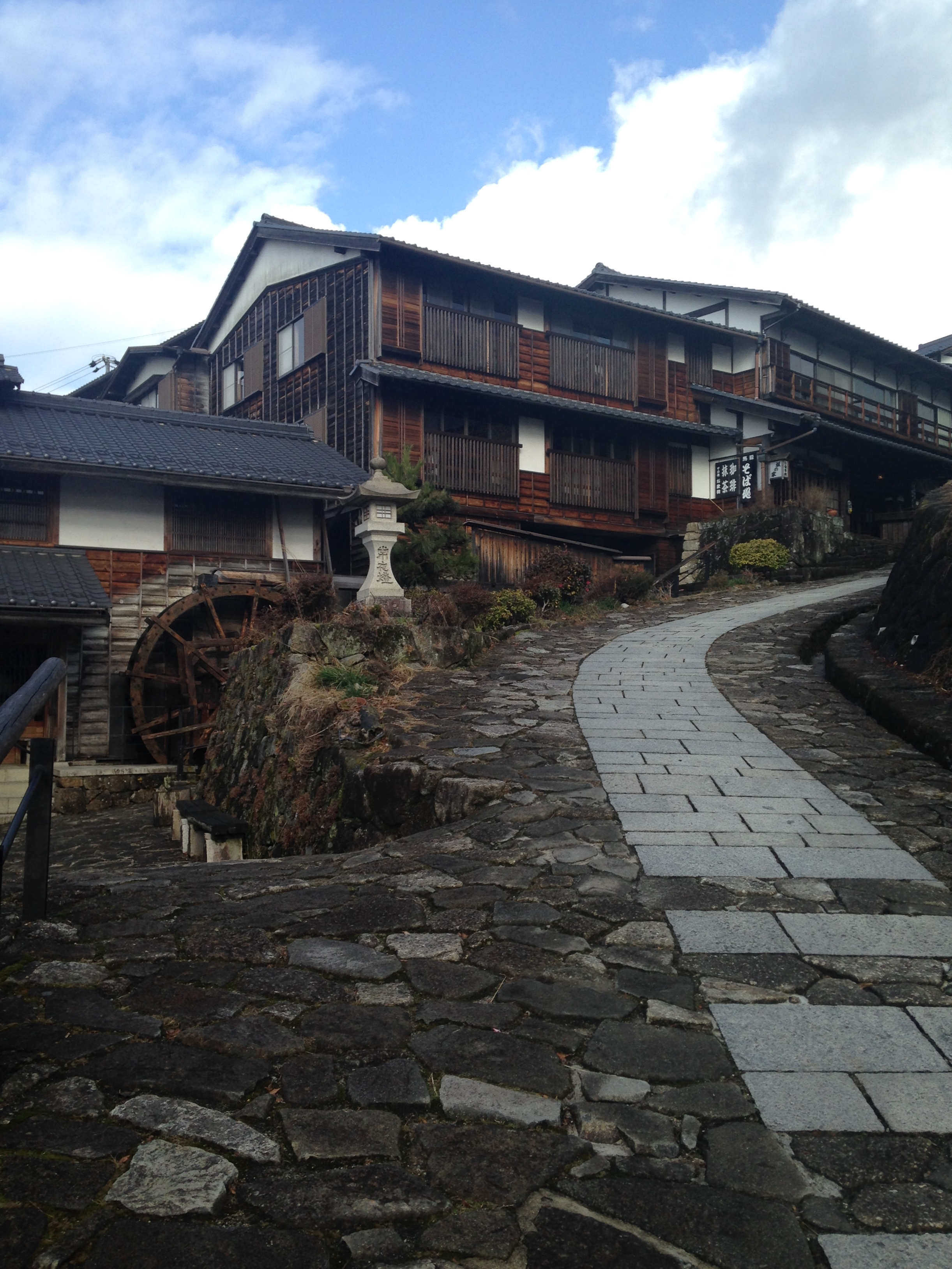
枡形
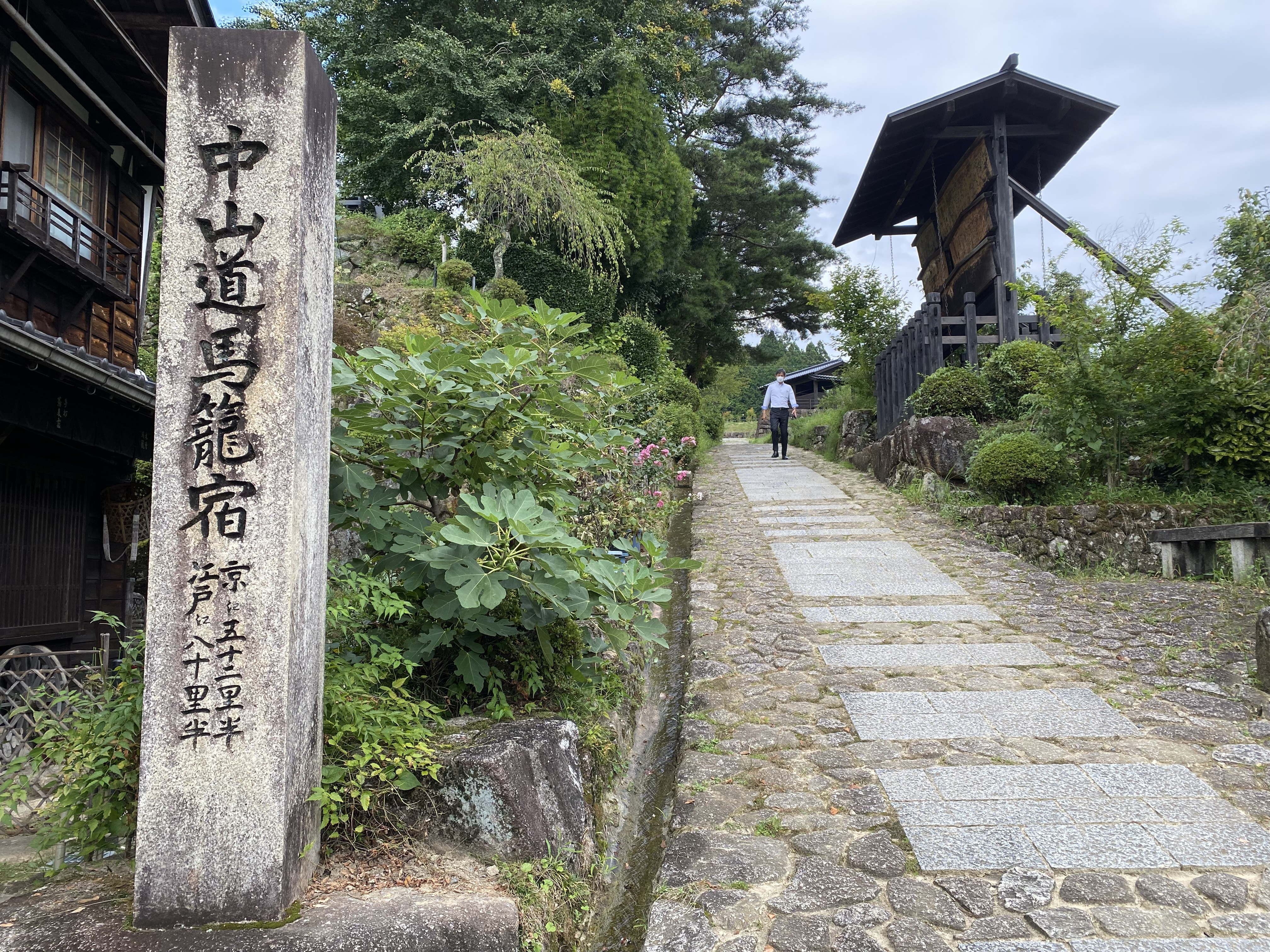
北口距離標
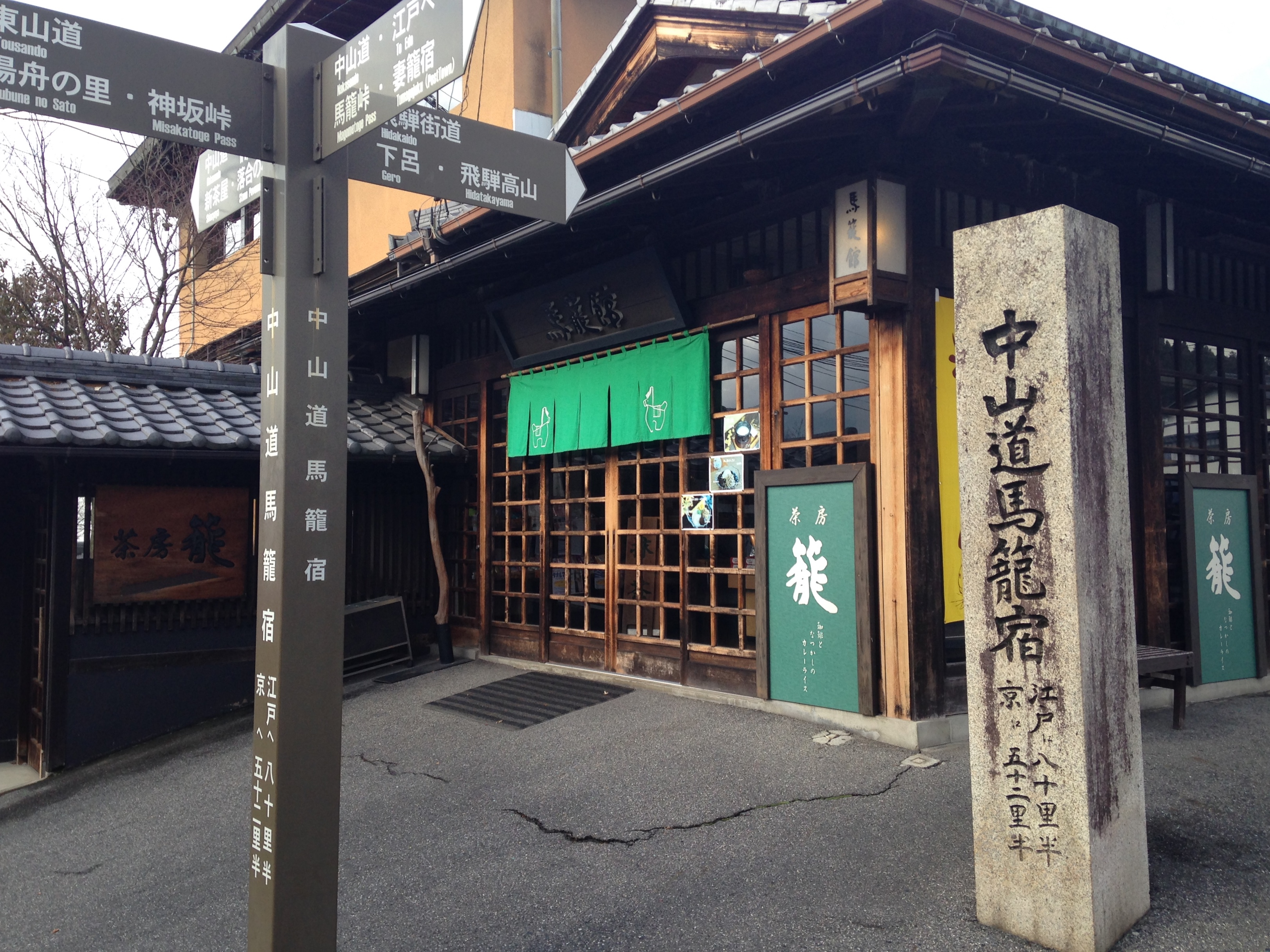
南口距離標
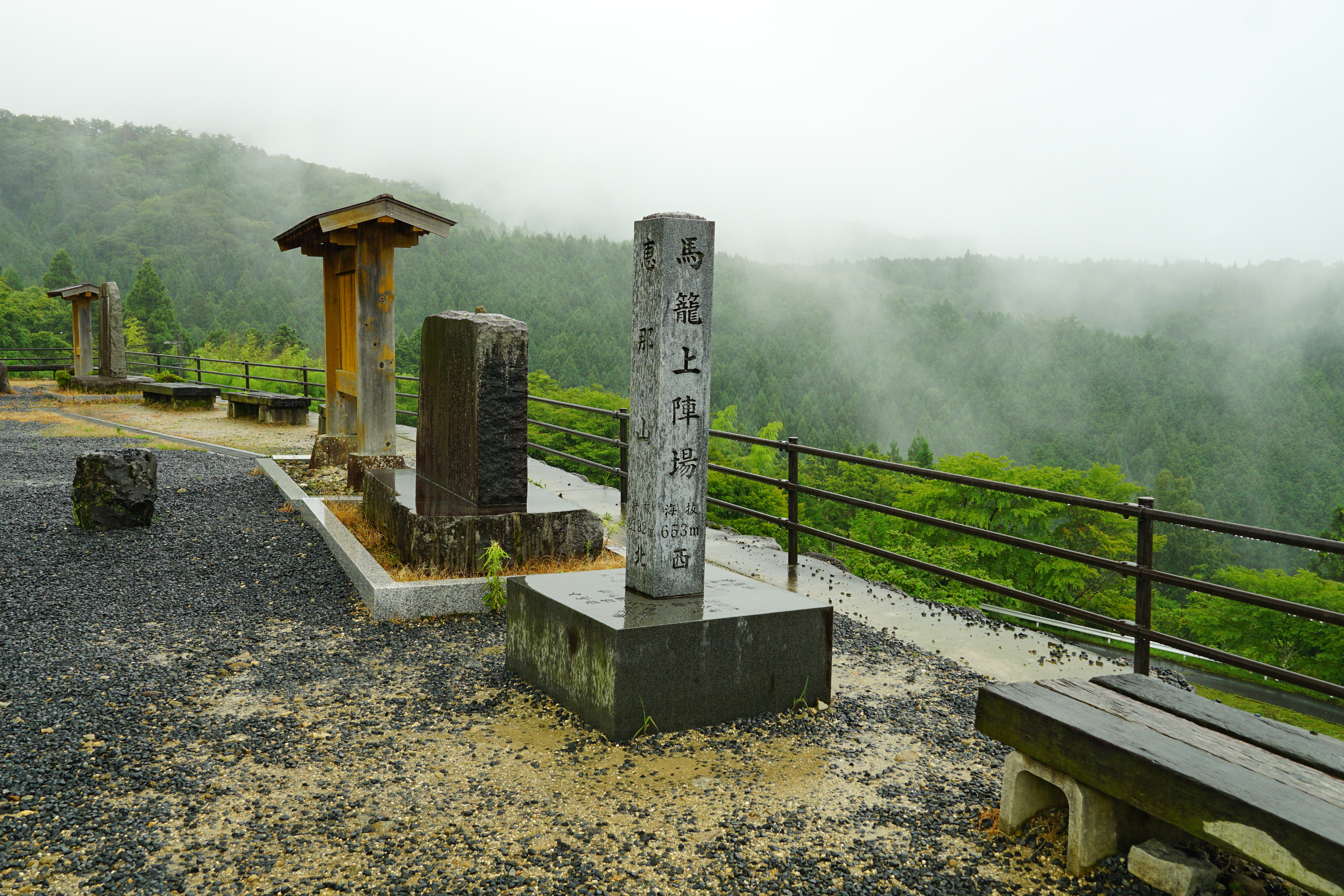
上陣場
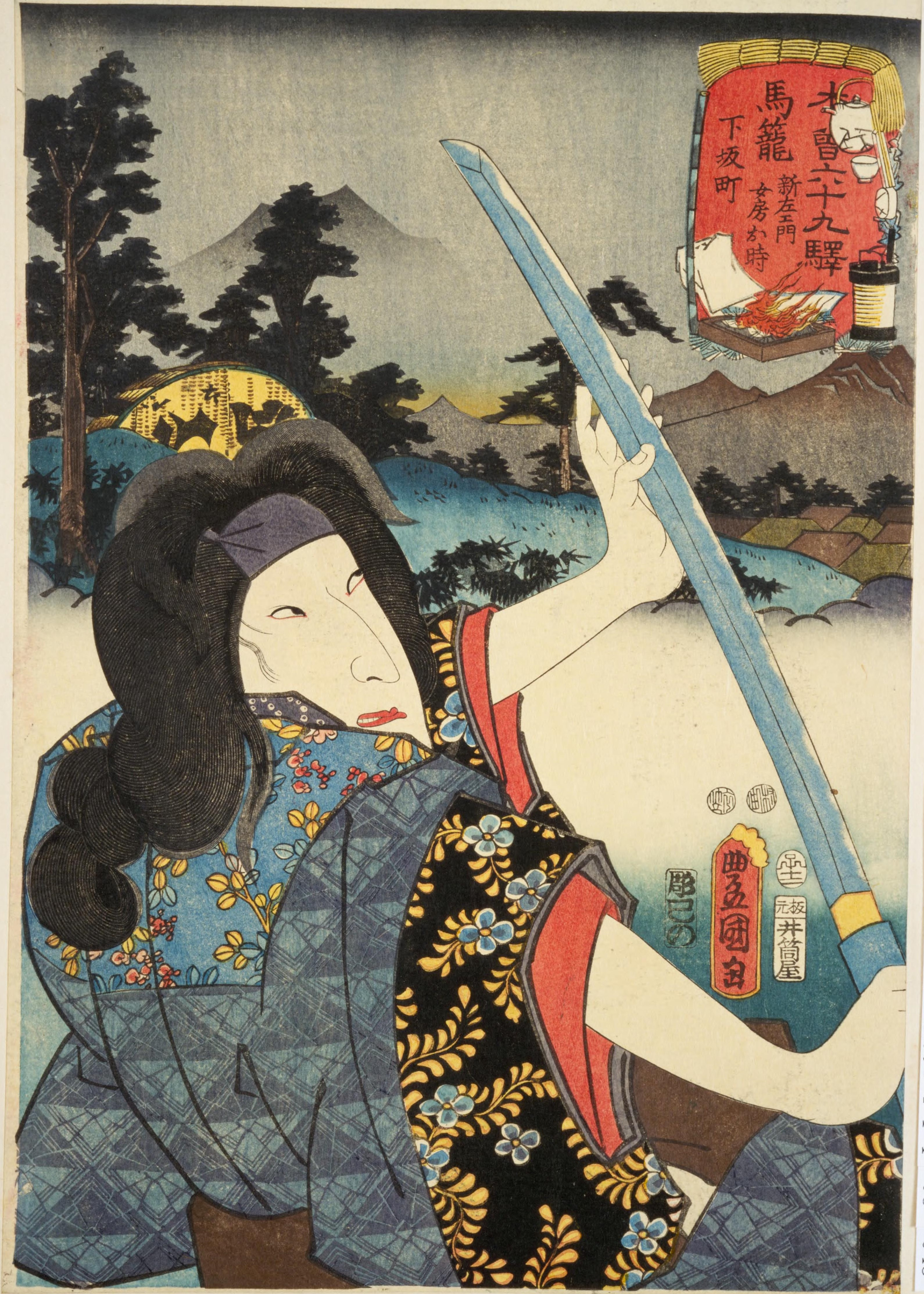
三代目歌川豊国「木曽六十九駅  馬籠下坂町・新左ヱ門女房お時」
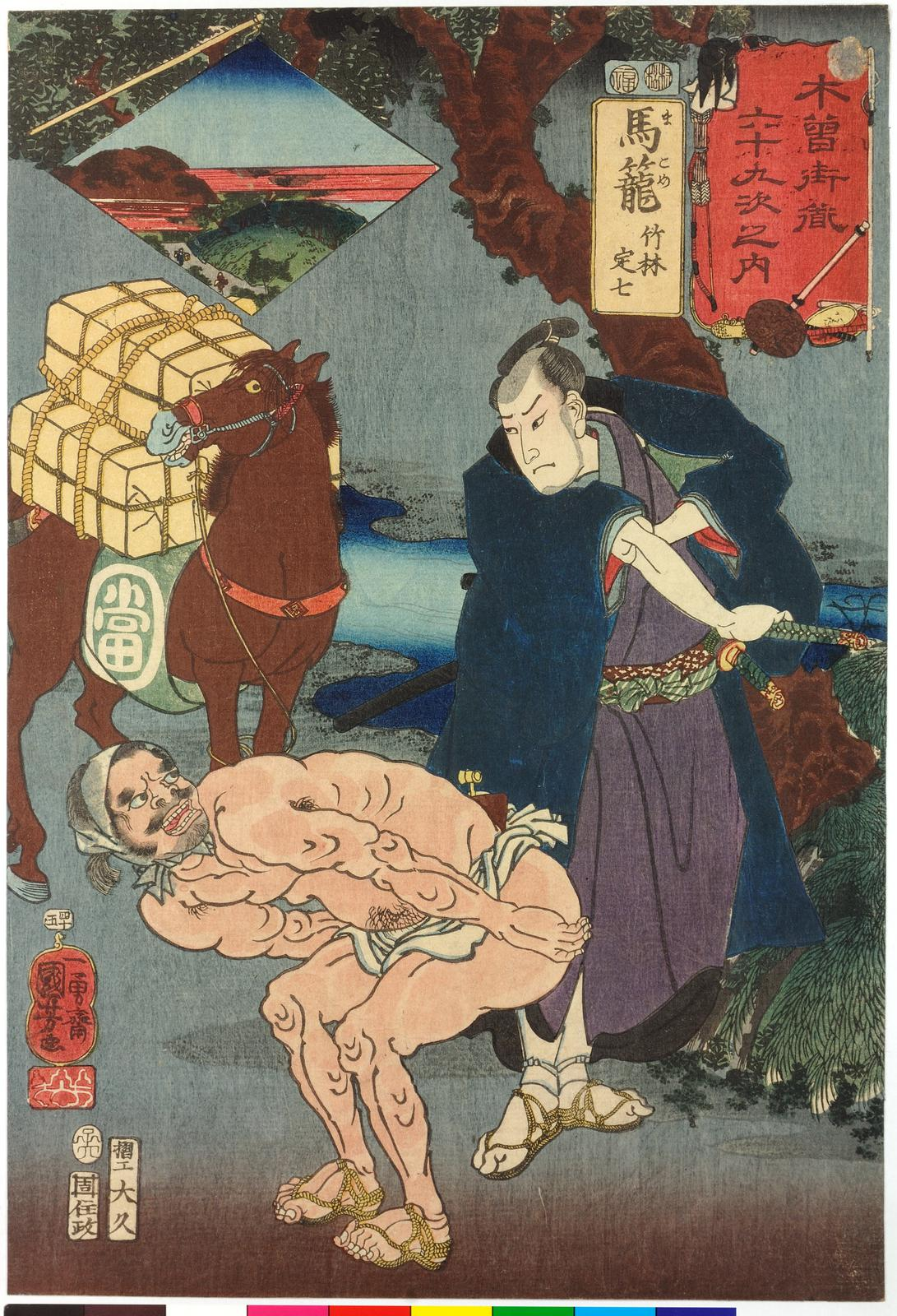
歌川国芳「木曽街道六十九次之内 馬籠 竹林定七 」(仮名手本忠臣蔵の登場人物)